# Halberstadt (Adelsgeschlecht)

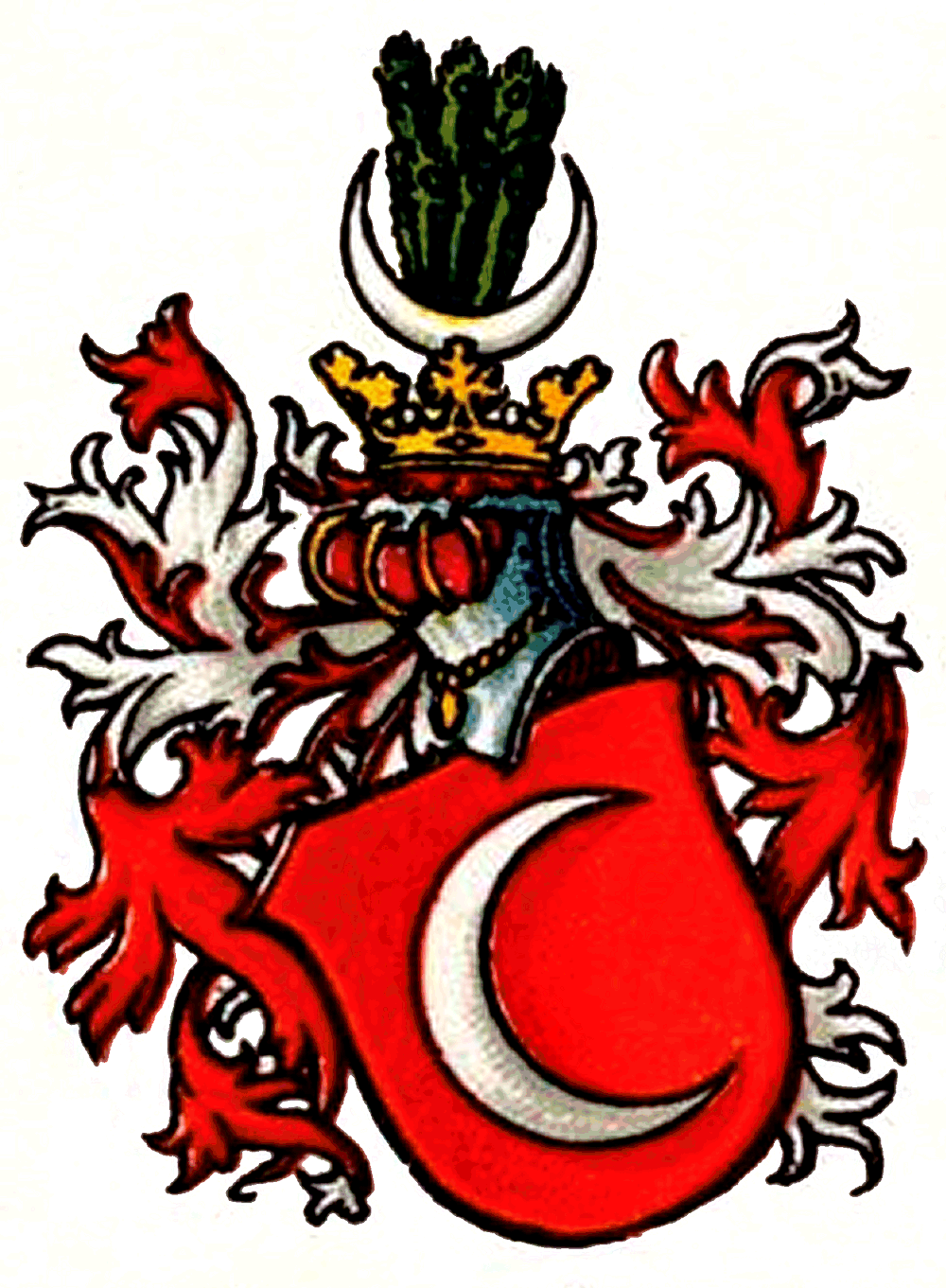
Wappen derer von Halberstadt

Halberstadt (auch de Haleurstat, Haluerstade, Halverstad, Halverstaedt und Halberstatt geschrieben) war der Name eines mecklenburgischen Uradelsgeschlechts, das 1788 ausgestorben ist.

## Geschichte
Die ritterschaftliche Familie ist angeblich zu Zeiten Heinrich des Löwen vom Westen her zugewandert. Die von Halberstadt sind von Anbeginn an Vasallen der Grafen von Schwerin. Sie gehörten schon zum Adel, als sie nach Mecklenburg kamen. Sie treten als Besitznachfolger derer von Brüsewitz auf, die als Locatoren das Gebiet besiedelt hatten und sich dann nach Osten, in das Land Werle und nach Pommern wandten. Zur Herkunft der Halberstadt liegt nichts vor. Sie halten ihren Status als Ritter und mehren dabei ihre Lehen. Der günstige Standort zwischen Schwerin und Wismar und um den Schweriner See, mit Rittersitz auch in der Stadt Schwerin, mag ihre Situation begünstigt haben.
Mit Werherum de Halverstat (Werner von Halberstadt), der in den Jahren 1271 als Ritter und 1274 als Zeuge in Urkunden der Herzöge von Sachsen-Lauenburg und des Grafen Helmold von Schwerin namentlich ausgewiesen wird, wurde das Adelsgeschlecht erstmals urkundlich erwähnt.
In einer in Schwerin ausgefertigten Urkunde vom 20. Januar 1337 wird Ritter Johannes von Halberstadt als Burgmann zu Schwerin und als Gutsherr zu Görslow und Brütz genannt. 1337 machte er dem Kloster Eldena eine Stiftung für seine Tochter Margareta, die dort Nonne war. Von 1351 bis 1372 war Gertrud Priorin im Kloster Eldena.
1358 wurde Henning (Hennecke) von Halberstadt als Besitzer von Klein-Brütz, Grambow und Davermoor geführt, das später zum Hauptsitz des Adelsgeschlechts avancierte. 1369 abgeordneter Kommissar im Bündnis der Herzöge von Mecklenburg und Pommern wurde er 1383 Ritter und führte 1395 die Bürgen für König Albrecht von Schweden, Herzog von Mecklenburg an, die vor Königin Margarete von Dänemark erschienen. Sein Sohn Henning auf Brütz und Grambow war als Ritter und Untermarschall 1422 Zeuge für den Herzog und 1428 bei der Absetzung des Rates in Wismar und in Rostock dabei.
1456 wurde die von den Halberstadts im Rahmen des Kirchenpatronats gestiftete Dorfkirche Groß Brütz geweiht, die der Familie auch als Grablege diente. Henning Halverstadt auf Cambs unterzeichnete an zweiter Stelle der Ritterschaft die Union der Landstände vom 1. August 1523.
Zur Mitte des fünfzehnten Jahrhunderts wurden die Halberstadts darüber hinaus auch Gutsherren von Cambs und Camin; Groß-Brütz, Rosenhagen und Rosenberg kamen als Dependenzen ihres Stammsitzes in Klein-Brütz später hinzu. In der Mitte des 16. Jahrhunderts ließen sich Nebenlinien der Familie in Gottesgabe sowie im 17. Jahrhundert in Wendelstorf nieder. Zeitweise befanden sich auch die Güter Schossin, Dolzien, Klein Welzin, Wendischhof, Vietlübbe, Leezen, Grambow und Görslow im Halberstadtschen Besitz.
Während der Reformation und Umwandlung des Dobbertiner Nonnenklosters in ein adeliges Damenstift lebten 1572 die Klosterjungfrauen Catarina von Halberstadt auf Cambs und Ingeborg von Halberstadt auf Görslow in Dobbertin.
Mit dem am 7. Juli 1707 in Schwerin geborenen Georg Christoph von Halberstadt auf Gottesgabe starb nach seinem Tod 1783 in Wismar das Geschlecht derer von Halberstadt aus.

### Besitzungen
Das Adelsgeschlecht derer von Halberstadt gehörte über einen Zeitraum von etwa vier Jahrhunderten zu den angesehensten und begütertsten Familien im Westen Mecklenburgs.

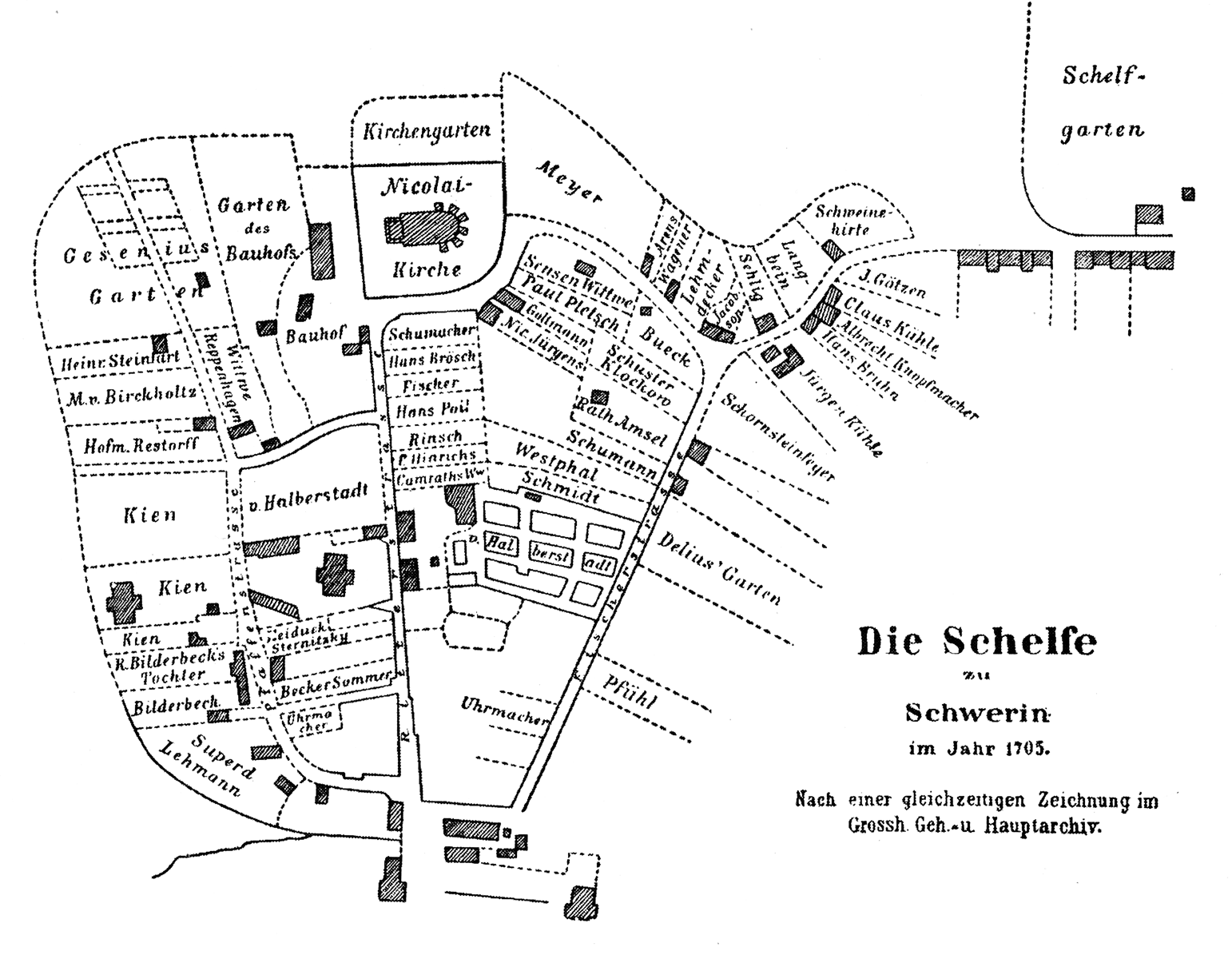
Die Schelfe von Schwerin 1705

Die Orte Brütz, Welzien und Grambow dürften Siedlungsorte derer von Brüsewitz sein. Als Burgmann von Schwerin setzen sich die von Halberstadt erst 1337 östlich des Schweriner Sees fest. Für fast alle Kirchen und Kapellen dieses Bereiches gelten die von Halberstadt als Stifter, Erbauer und Erneuerer.
 Westlich vom Schweriner See
- Klein Brütz   1337–1627
- Groß Brütz    1337–1674
- Rosenow       1337–1627
- Rosenhagen    1337–1627
- Gottesgabe    1357–1674
- Grambow       1357–1590
- Wendischhof   1357–1788
- Klein Weltzin 1357–1788
- Vietlübbe     1600–1638
- Schossin      1650–1754
- Camin         1458–1615
- Meteln        1569–1615
- Gallentin     1483–1600

Östlich vom Schweriner See
- Langenbrütz   1337–1744
- Kleefeld      1410–1650
- Zittow        1410–1650
- Cambs         1458–1650
- Leezen        1458–1650
- Görslow       1337–1745

Als Burgmann von Schwerin dürften die von Halberstadt in Schwerin gewohnt und zu allen Zeiten Häuser besessen haben. Auf dem Plan Die Schelfe von Schwerin im Jahr 1705 tragen Grundstücke in der Ritter- und Fischerstraße ihren Namen. Joachim von Halberstadt auf Brütz, Gottesgabe, Cambs, Grambow, Gallentin, Camin, Sülte und Meteln kaufte 1567 in der ehemaligen Domfreiheit zu Schwerin das Curienhaus für 200 Gulden. 1574 wurde das Fachwerkgebäude umgebaut, erlebte weiter eine wechselvolle Geschichte, ist das älteste erhaltene profane Bauwerk im Stadtzentrum und heute als Domhof Sitz des Landesamtes für Kultur und Denkmalpflege.

## Wappen
Das Wappen zeigt in Rot einen silbernen, mit den Hörnern rechts gekehrten Halbmond. Auf dem Helm mit rot-silbernen Helmdecken der Halbmond mit den Spitzen aufwärts gekehrt vor einem Pfauenfederbusch. Eine Variante zeigt laut Siebmacher die Mondsichel liegend.

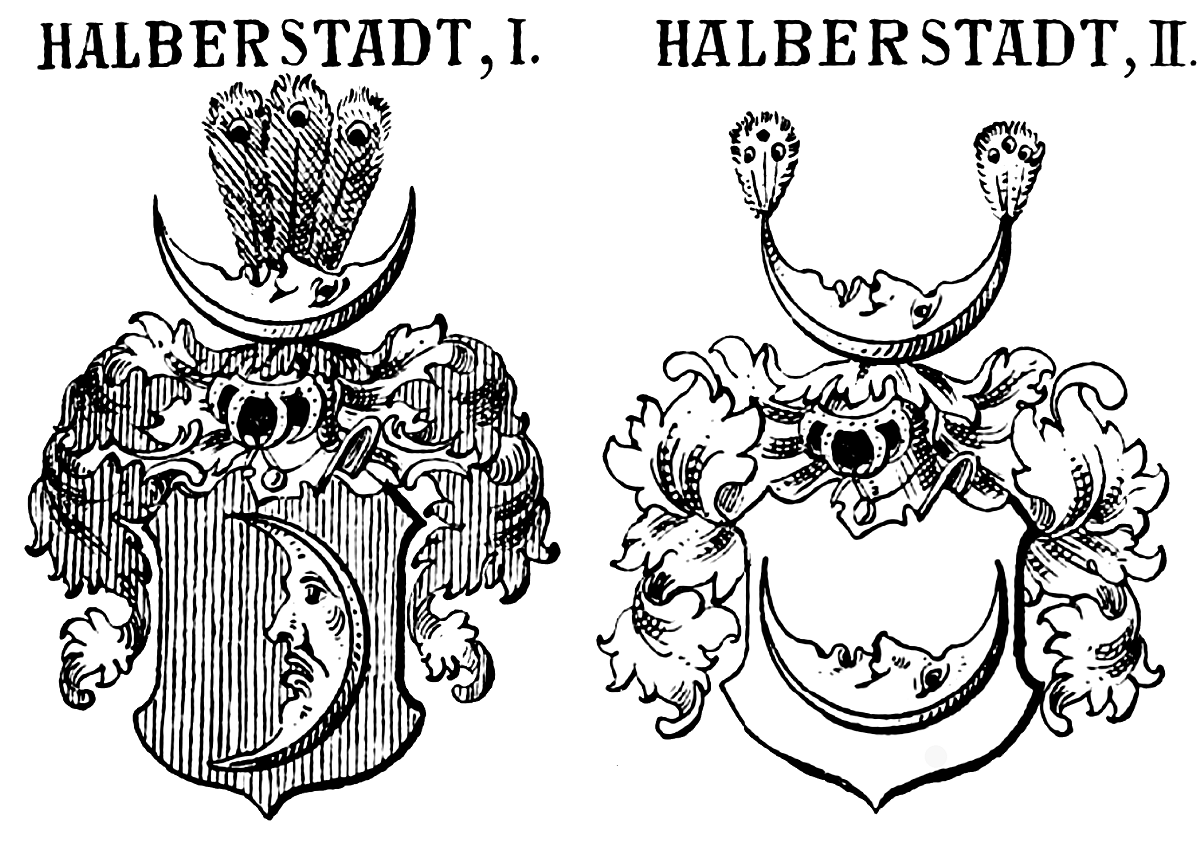
Wappen in Siebmachers Wappenbuch 1605
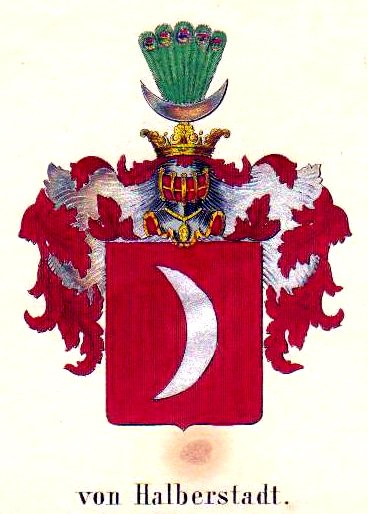
Wappen derer von Halberstadt

## Namensträger
- Wernherum de Halverstat, 1266–1274, als Ritter Zeuge für Herzöge von Sachsen-Lauenburg, dem Bischof von Ratzeburg und Graf Helmold von Schwerin.
- Henning von Halberstadt, 1343–1358, Burgmann zu Schwerin, auf Brütz, Knappe und gräflich schweriner Marschall.
- Gertrud von Halberstadt, 1351–1372, Priorin im Kloster Eldena.
- Gertrud von Halberstadt, 1375–1382, Priorin im Kloster Eldena.
- Catharina Dorothea von Mecklenburg, geb. von  Halberstadt (1616–1665), Hofmeisterin Herzog Gustav Adolfs und seiner Gemahlin Magdalena Sybilla
- Balthasar Gebhard von Halberstadt (1621–1692), Herzogl. Mecklenburgischer Obrist, Kurfürstl. Kölnischer Generalmajor.
- Christoph Adam von Halberstadt (1626–1661), Fürstl. Mecklenburgischer Amtshauptmann der Ämter Grabow und Eldena
- Joachim Friedrich von Halberstadt (1640–1692), Kurfürstl. Sächsischer Amtshauptmann und Herr auf Wendelstorff in Mecklenburg.

### Gedruckte Quellen
- Mecklenburgisches Urkundenbuch (MUB)
- Mecklenburgische Jahrbücher (MJB)

### Ungedruckte Quellen
- Landeshauptarchiv Schwerin
  - Genealogische Sammlungen von Halberstadt

### Gedruckte Quellen
- Mecklenburgisches Urkundenbuch (MUB)
- Mecklenburgische Jahrbücher (MJB)

### Ungedruckte Quellen
- Landeshauptarchiv Schwerin
  - Genealogische Sammlungen von Halberstadt